# Giannina Russ

Giannina Russ

Giannina Russ, pseudonimo di Giovannina Cerri (Lodi, 27 marzo 1873 – Milano, 28 febbraio 1951), è stata un soprano italiano.

## Biografia
Era figlia di Paolo Cerri e Luigia Pellizzani. La famiglia Cerri nel 1885 si trasferì a Milano, dove nel 1894 Giannina sposò Carlo Russ, del quale assunse il cognome con cui divenne celebre. Giannina studiò canto e pianoforte al Conservatorio di Milano (oggi Conservatorio Giuseppe Verdi), sotto la guida del maestro Alberto Leoni.
A maggio 1903 debuttò in concerti, al Circolo della Stampa di Milano, cantando in duetti con Francesco Tamagno. Nello stesso anno sostenne, al Politeama D'Azeglio di Bologna, la parte di Mimì ne La bohème di Giacomo Puccini, poi quella di Amelia in Un ballo in maschera; al Teatro Dal Verme di Milano cantò ne L'Africana di Giacomo Meyerbeer e nel ruolo di Leonora de Il trovatore. Scritturata al Teatro San Carlo di Lisbona, nella stagione 1903-1904, cantò nella Semiramide di Rossini, nel Nabucco nel ruolo di Abigaille e ne I vespri siciliani.
Nel 1904 si esibì al Royal Opera House di Londra, nella parte di Aida e in Un ballo in maschera, a fianco di Enrico Caruso. Al Politeama di Palermo cantò nel ruolo di Paolina nel Poliuto di Gaetano Donizetti, nell'Ernani e ne La forza del destino e fu Musetta ne La bohème. La sua voce, allora definita di soprano drammatico d'agilità, aveva grande volume, una lucentezza argentea e una versalità vocale che le permettevano di assumere vari registri e d'interpretare ruoli diversi: ricopriva così sia parti da soprano drammatico, sia quelli da soprano lirico e leggero. Eppure, Giannina Russ era di temperamento freddo e di limitate capacità sceniche, per cui il suo ricordo non rimase stampato nell'immaginario collettivo.

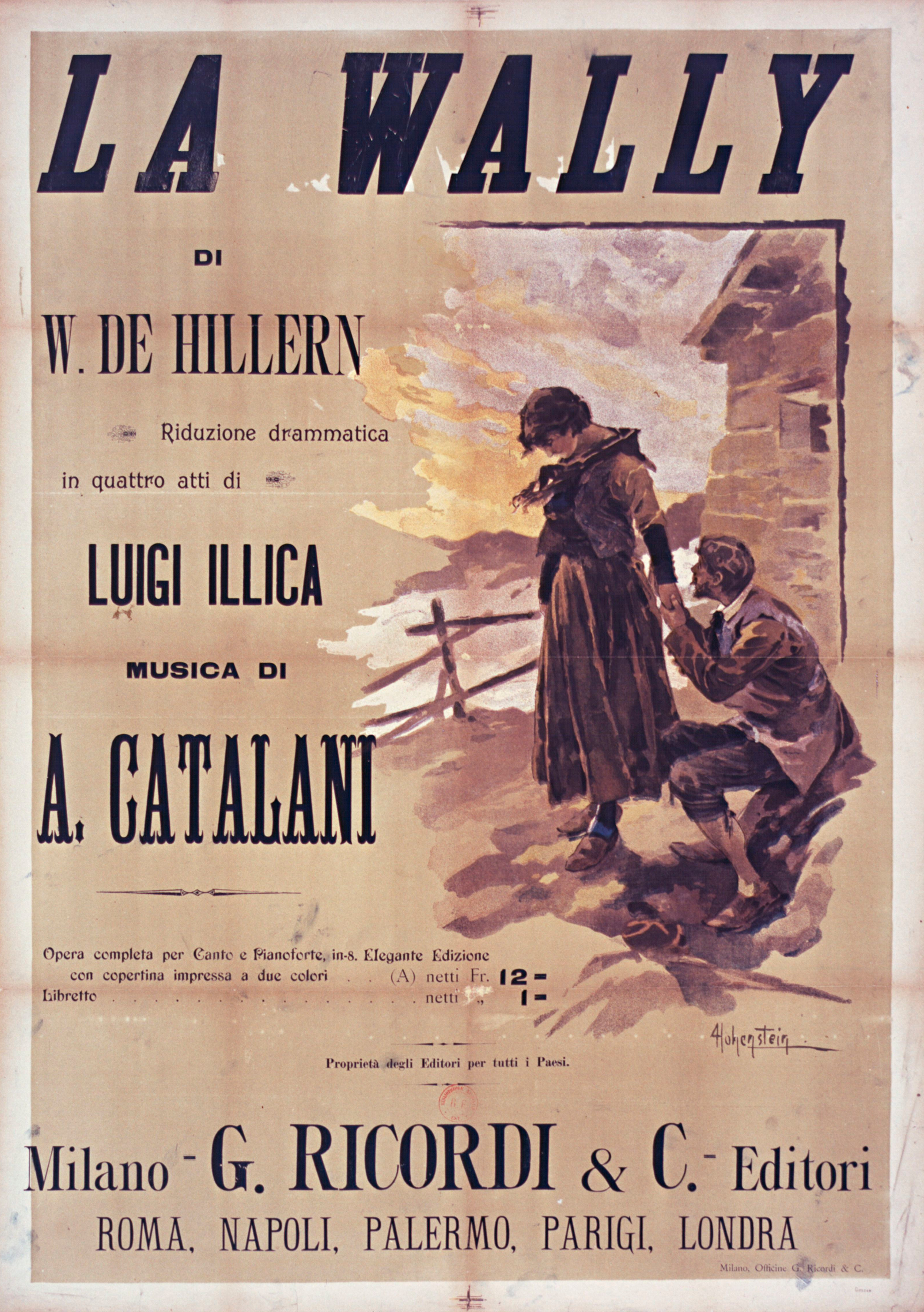
La Wally - Manifesto

In Sud America fece una tournée nel 1905 e cantò al Teatro Solis di Montevideo; al Teatro Colón di Buenos Aires cantò in Edgar di Puccini e nel Rigoletto. Al Cairo, nel 1906, cantò nell'Asrael di Alberto Franchetti e ne La Wally di Catalani; a New York, al Manhattan Opera Company, nel 1907, cantò  nel Don Giovanni, sostenendo la parte di Donna Anna. A Firenze, nel 1908, ricoprì il ruolo principale della Norma, che divenne un suo cavallo di battaglia. Alla Scala di Milano, nel 1912, si esibì nel Don Carlo di Verdi, nell'Oberon di Weber e nel Mosè di Rossini nella parte di Anaide. Durante la Grande guerra, nella stagione nel 1916-1917 fece una tournée in Australia.
Dopo il ritiro dalle scene, che avvenne nel 1922, insegnò canto. Tra le sue allieve: Margherita Grandi, la cantante ungherese Mária Németh e Clara Petrella.

### Repertorio
Giannina Russ è stata una delle prime cantanti a servirsi di registrazioni fonografiche. Incise nel periodo 1910-1914 per la Società italiana di fonotipia di Milano. Queste incisioni sono state riproposte recentemente in CD.
Il suo repertorio abbracciava opere scritte da molti musicisti: 
Vincenzo Bellini
- Norma (Norma)

Georges Bizet
- Carmen (Micaela)

Arrigo Boito
- Mefistofele (Margherita)

Alfredo Catalani
- La Wally (Wally)

Gaetano Donizetti
- Poliuto (Paolina)

Alberto Franchetti
- Asrael (Nefta)

Umberto Giordano
- Fedora (Fedora Romazoff)
- Siberia (Stephana)

Pietro Mascagni
- Cavalleria rusticana (Santuzza)
- Amica (Amica)

Giacomo Meyerbeer
- L'Africana (Sélika)

Wolfgang Amadeus Mozart
- Le nozze di Figaro (Contessa d'Almaviva)
- Don Giovanni (Donna Anna)

Amilcare Ponchielli
- La Gioconda (Gioconda)

Giacomo Puccini
- Edgar (Fidelia)
- La bohème (Mimì; Musetta)
- Madama Butterfly (Cio-Cio-San)

Gioachino Rossini
- Mosè (Amaltea)
- Semiramide (Semiramide)
- Guglielmo Tell (Matilde d'Asburgo)

Gaspare Spontini
- La vestale (Giulia)

Giuseppe Verdi
- Nabucco (Abigaille)
- Ernani (Elvira)
- Rigoletto (Gilda)
- Il trovatore (Leonora)
- La traviata (Violetta Valéry)
- I vespri siciliani (Duchessa Elena)
- Un ballo in maschera (Amelia)
- La forza del destino (Donna Leonora)
- Don Carlo (Elisabetta di Valois)
- Aida (Aida)

Richard Wagner
- Tannhäuser (Elisabeth)

Carl Maria von Weber
- Oberon (Rezia)

## Discografia
- Concerto di orchestra, soli e coro diretto da Pietro Mascagni, col gentile concorso delle signorine Giannina Russ, Maria Pozzi e dei signori Giuseppe Soldini, Angelo Ricceri [...]: Comunale Anfiteatro Corea, domenica 9 aprile 1909 Programma di sala, Roma, Cuggiani, 1909, SBN RMR0053184.
- Messa da Requiem di Giuseppe Verdi sotto la direzione di Edoardo Mascheroni: Augusteo, mercoledì 26 novembre 1913, Roma, Manuzio, 1913, SBN RMR0048281. Programma di sala. Solisti: Giannina Russ, Virginia Guerrini, Alessandro Bonci, Nazareno De Angelis. Scritti di Camille Bellaigue.
- Messa da Requiem di Giuseppe Verdi sotto la direzione di Edoardo Mascheroni: Augusteo, domenica 23 novembre 1913, Roma, Manuzio, 1913, SBN RMR0048274. Programma di sala. Solisti: Giannina Russ, Virginia Guerrini, Alessandro Bonci, Nazareno De Angelis. Scritti di Camille Bellaigue.

Fonte: